# Саломон, Иоганн Михаэль Йозеф
Иоганн Михаэль Йозеф Саломон (нем. Joseph Salomon; 22 февраля 1793, Вюрцбург — 2 июля 1856, Вена) — немецкий математик, педагог, профессор высшей математики (1821).

## Биография
Сын сотрудника Вюрцбургской больницы. В 1812 году после окончания гимназии поступил в Вюрцбургский университет. Проявившийся математический талант позволил ему читать публичные лекции по элементарной геометрии ещё будучи студентом.  Одновременно с  учёбой Саломон стал учителем геометрии в Политехнической школе в Вюрцбурге. В 1814 году сдал экзамен по математике и впоследствии стал  наставником по математике в Вюрцбургской высшей гуманитарной школе.
Отправился в Вену, где открылся политехникум и устроился там на работу воспитателем сыновей придворного военного советника Карла Риттера фон Мертенса. В 1816/1817 годах продолжил учёбу в Императорском и Королевском политехническом институте (ныне Венский технический университет). В 1817 году получил назначение туда помощником и общественным учителем по высшей математике. В 1819 г. стал преподавателем элементарной математики, а в 1821 г. — профессором на этой кафедре. В 1838 году получил должность профессора по высшей математики, которую занимал до конца жизни. С 1828 по 1831 год также преподавал математику в Венском университете.
Автор многих учебников элементарной математики
- «Lehrbuch d. Arithmetik u. Algebra» (Вена, 1821),
- «Lehrbuch d. Elementar-Geometrie» (ib., 1822),
- «Handbuch d. ebenen u. sphärischen Trigonometrie» (ib., 1824),
- «Sammlung vou Formeln, Beispielen u. Aufgaben aus d. Arithm. und Algebra» (ib., 1825),
- «Logarithm.-trigonometr. Tafeln» (ib., 1827),
- «Sammlung geometr. Aufgaben etc.» (ib., 1832),
- «Lehrbuch d. Elementar-mathem.» (ib., 1853—1854) и  др.

Как профессор высшей математики, составил: 
- «Grundriss d. höher. Analysis» (ib., 1844) и «Die Kegelschnittslinieu etc.» (ib., 1851) Перевёл на немецкий язык сочинение Эйлера «Institutiones calculi integralis» (4 т., 1828—1830).